# Janina Kumaniecka

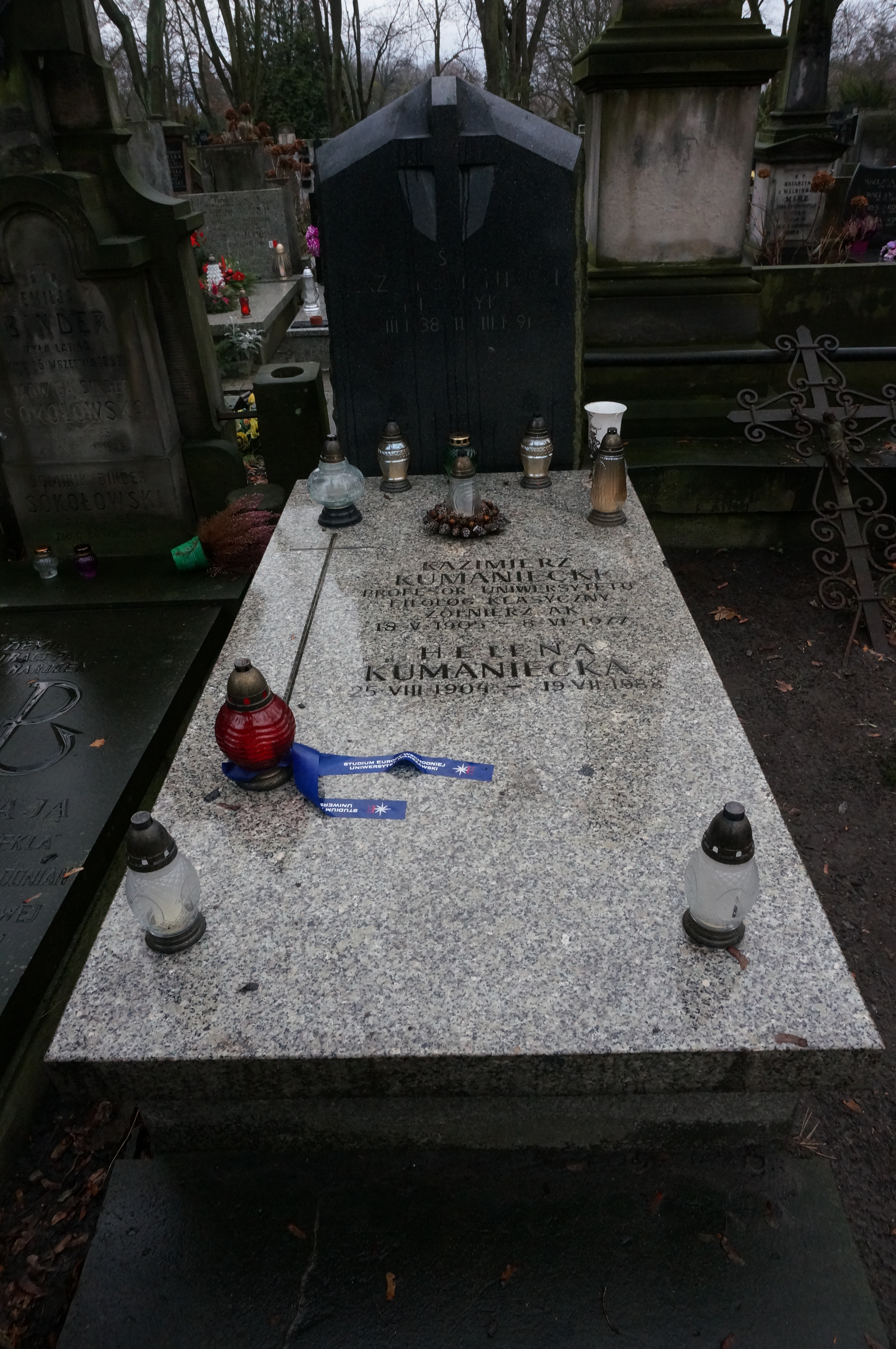
Grób Janiny Kumanieckiej na cmentarzu Powązkowskim

Janina Szymańska-Kumaniecka (ur. 7 czerwca 1940 w Warszawie, zm. 2 listopada 2007 w Warszawie) – polska dziennikarka, publicystka i tłumaczka literatury pięknej.

## Życiorys
Córka Ireny Wiernik i dziennikarza Zygmunta Szymańskiego, siostra Mikołaja Szymańskiego. Studiowała na Wydziale Filozofii Uniwersytetu Warszawskiego. W czasie studiów pracowała w Expresie Wieczornym, następnie w wydawnictwie Wiedza Powszechna (redakcja i opracowywanie słowników). Pisała o teatrze telewizji w tygodniku Ekran. W latach 1991–1995 konsul ds. polonijnych Ambasady Polskiej w Wiedniu. W 2003 była członkiem jury międzynarodowej prasy filmowej podczas festiwalu filmowego w Wenecji. W ostatnich latach życia pracowała w redakcji miesięcznika Nowaja Polsza, gdzie prowadziła stałą rubrykę kulturalną. Współpracowała z wydawanym w Londynie pismem Tydzień Polski. Tłumaczka literatury pięknej i eseistycznej z języków: francuskiego, angielskiego i niemieckiego.
Zamężna z Jerzym Kumanieckim (1938–1991), synem Kazimierza Kumanieckiego, historykiem, autorem prac z dziedziny stosunków polsko-rosyjskich i polsko-radzieckich. Mieszkała w Warszawie przy ulicy Sewerynów, przez wiele lat działała we władzach Spółdzielni Mieszkaniowej Profesorów UW. Była członkiem Stowarzyszenia Dzieci Holocaustu. Pochowana 14 listopada 2007 na cmentarzu Powązkowskim (kwatera 77-1-9).

## Twórczość
- ZAiKS u progu nowego wieku (współautorka; Wydawnictwa Artystyczne i Filmowe 1998, ISBN 83-221-0697-1)
- Austria (wespół z Teresą Czerniewicz-Umer, Joanną Egert-Romanowską; Wiedza i Życie 2003, ISBN 83-7184-101-9)
- Saga rodu Słonimskich (Iskry 2003, ISBN 83-207-1733-7)

## Przekłady (wybór)
- Philip Vandenberg, Nefretete: biografia archeologiczna (Wydawnictwa Artystyczne i Filmowe 1982, ISBN 83-221-0161-9)
- Józef Sulhan, Moje podróże. Hiszpania (Krajowa Agencja Wydawnicza 1989)
- John Mac Donald, Ciemniejsze niż bursztyn (Beta Books, Alfa 1991, ISBN 83-7001-517-4)
- Mária Flochová, Michaela Jurovská, Francja (Krajowa Agencja Wydawnicza 1991, ISBN 83-03-03371-9)
- Stefan Zweig, Joseph Fouché: portret człowieka politycznego (Książnica 1994, ISBN 83-7132-045-0; 2000, ISBN 83-7132-498-7)
- Bernard Edwards, Dönitz i wilcze stada (Oskar 1997, ISBN 83-85-2395-9-9)
- Alfred von Tirpitz, Wspomnienia (Bellona 1997, ISBN 83-11-08664-8)
- Caroline Humphrey, Piers Vitebsky, Architektura sakralna: modele kosmosu, obrzędy i ceremonie, wzorce i tradycje Wschodu i Zachodu (Muza 1998, ISBN 83-7200-051-4)
- Peter Harry Brown, Pat H. Broeske, Howard Hughes: najbogatszy amant świata (Alfa-Wero 1998, ISBN 83-7179-079-1; Jeden Świat 2003, ISBN 83-89632-00-4)
- Robert Descharnes, Gilles Néret, Salvador Dalí 1904-1989 (Muza 1999, ISBN 83-7200-419-6)
- Tad Szulc, Chopin w Paryżu: życie i epoka (Alfa-Wero 1999, ISBN 83-7179-172-0)
- To speak & to live in America (Tak mówi się i żyje w Ameryce; multimedialny kurs języka angielskiego; red. merytoryczna i konsultacja Tomasz Paszyński; Wydawnictwa Szkolne i Pedagogiczne 1999, ISBN 83-02-07158-7)
- Stephen E. Ambrose, Obywatele w mundurach 7 czerwca 1944 - 7 maja 1945: od plaż Normandii do Berlina (Magnum 2000, ISBN 83-85852-44-1)
- Fritz Winzer, Słownik sztuk pięknych (Książnica 2000, ISBN 83-7132-325-5; dodruk: 2002, ISBN 83-7132-325-5; 2006, ISBN 978-83-7132-849-7)
- Louis Kilzer, Zdrajca Hitlera: tajemnica Martina Bormanna a klęska Trzeciej Rzeszy (Iskry 2001, ISBN 83-207-1670-5)
- Georg A. Weth, Kuchnia katalońska Salvadora Dalí (Muza 2001, ISBN 83-7200-787-X)
- Gerhard J. Bellinger, Leksykon mitologii: mity ludów i narodów świata (Muza 2003, ISBN 83-7319-245-X)
- Norbert Lebert, Stephan Lebert, Noszę jego nazwisko: rozmowy z dziećmi przywódców III Rzeszy (wespól z Marią Przybyłowską(inne języki); Świat Książki 2004, ISBN 83-7311-989-2)
- Christine McFadden, Narzędzia i sprzęty kuchenne (Muza 2004, ISBN 83-7319-586-6)
- Khadija al-Salami, Łzy królowej Saby (Muza 2005, ISBN 83-7319-701-X)
- Karen Kristin Amend, Mary Stansbury Ruiz, Analiza pisma ręcznego: twoje pismo mówi, jaki jesteś (Klub dla Ciebie-Bauer-Weltbild Media 2006, ISBN 83-7404-406-3)
- Max Becker, Stefan Schickhaus, Wolfgang Amadeus Mozart: biografia ilustrowana (wespół z Magdaleną Jatowską i Sławomirem Ratajczykiem; Muza 2006, ISBN 83-7319-911-X)
- Hajo Düchting, Impresjonizm (Świat Książki-Bertelsmann Media 2006, ISBN 978-83-7391-832-0)
- Thomas R. Hoffmann, Sztuka romańska (Świat Książki - Bertelsmann Media 2006, ISBN 978-83-7391-950-1)
- Astrid C. Huth, Thomas R. Hoffmann, Renesans (Świat Książki - Bertelsmann Media 2006, ISBN 978-83-7391-951-8)
- Keith Laidler, Ostatnia cesarzowa (Muza 2006, ISBN 83-7319-728-1)
- Senait G. Mehari, Żar serca (Świat Książki - Bertelsmann Media 2006, ISBN 978-83-7391-904-4)
- Antje Windgassen, Kobiety dyktatorów (Muza 2006, ISBN 83-7319-936-5)

## Prace edytorskie
- Pierre de Brantôme, Żywoty pań swawolnych (autorka wyboru; przekł. Tadeusz Żeleński; Towarzystwo Upowszechniania Czytelnictwa 1996, ISBN 83-86962-18-6)